# Пођо Вертели (Арецо)
Пођо Вертели је насеље у Италији у округу Арецо, региону Тоскана.
Према процени из 2011. у насељу је живело 4 становника. Насеље се налази на надморској висини од 727 м.